# 夢商人
「夢商人」（ゆめしょうにん）は、1984年9月25日に発売された中村裕介のシングルである。商品番号は7DS-0077。

## 解説
日本専売公社（現：日本たばこ産業株式会社）「キャビン」CMソング。1983年から1985年にかけてオンエアされ、俳優の三浦友和が出演したことで話題を呼んだ。当時、中村が所属していた広告音楽制作会社「サーティース・ミュージック（現：株式会社サーティース）」が制作に携わっており、中村が作曲を、かつて同じWEEKIDSのメンバーだった丸尾めぐみがアレンジを担当している。

CMでは「Far Away」というタイトルで英語詞の楽曲だったが、レコード化の際に大津あきらが日本語詞をつけ、アレンジとタイトルを変えてリリースされた。A面・B面とも2012年現在までCD化されておらず、「Far Away」の方は商品化されていない。

## 曲目
1. 夢商人
作詞：大津あきら　作曲：中村裕介　編曲：丸尾めぐみ
2. SEPTEMBER SAIL
作詞：大津あきら　作曲：中村裕介　編曲：丸尾めぐみ